# Аміркулієв Рахід Алакпер-огли
Рахід Аміркулієв (азерб. Rahid Əmirquliyev; нар. 1 вересня 1989, Баку) — азербайджанський футболіст, півзахисник клубу «Карабах».
Виступав, зокрема, за клуби «Шахдаг» та «Хазар-Ленкорань», а також національну збірну Азербайджану.
Чемпіон Азербайджану.

## Клубна кар'єра
У дорослому футболі дебютував 2005 року виступами за команду клубу «Шахдаг», в якій провів один сезон, взявши участь у 15 матчах чемпіонату.
Своєю грою за цю команду привернув увагу представників тренерського штабу клубу «Хазар-Ленкорань», до складу якого приєднався 2006 року. Відіграв за команду з Ленкорані наступні дев'ять сезонів своєї ігрової кар'єри. Більшість часу, проведеного у складі ланкаранського «Хазара», був основним гравцем команди.
До складу клубу «Карабах» приєднався 2016 року. Відтоді встиг відіграти за команду з Агдама 22 матчі в національному чемпіонаті.

## Виступи за збірні
У складі юнацької збірної Азербайджану, взяв участь у 17 іграх, відзначившись 3 забитими голами.
Протягом 2008–2011 років залучався до складу молодіжної збірної Азербайджану. На молодіжному рівні зіграв у 7 офіційних матчах.
У 2007 році дебютував в офіційних матчах у складі національної збірної Азербайджану. Наразі провів у формі головної команди країни 53 матчі, забивши 3 голи.

## Титули і досягнення
- Чемпіон Азербайджану (3):

«Хазар-Ленкорань»: 2006-07
«Карабах»: 2015-16, 2016-17
- Володар Кубка Азербайджану (5):

«Хазар-Ленкорань»: 2006-07, 2007-08, 2010-11
«Карабах»: 2015-16, 2016-17
- Володар Суперкубка Азербайджану (1):

«Хазар-Ленкорань»: 2013
- Футболіст року у Азербайджані (1): 2015